# Walter Breitfeld
Walter Breitfeld (* 5. Dezember 1903 in Meinersdorf; † 21. Juni 1981 in Ost-Berlin) war ein deutscher stellvertretender Polizeipräsident von Ost-Berlin, Leiter der Politabteilung der Grenztruppen der DDR und SED-Funktionär.

## Leben
Nach seiner Ausbildung zum Strumpfwirker arbeitete Breitfeld bis 1931 in diesem Beruf. 1923 trat er in die KPD ein, 1926 in den Rotfrontkämpferbund, für den er Militärischer Leiter in Meinersdorf war. Im Winter 1932 organisierte er Waffentransporte von der ČSR nach Deutschland. Dafür wurde er 1934 vom Landgericht Freiberg in Abwesenheit wegen „Hochverrat und Sprengstoffverbrechen“ zu zehn Jahren Zuchthaus verurteilt, nachdem er bereits vorher er in die ČSR emigriert war. In Prag war er Instrukteur der KPD und Verbindungsmann zur Roten Hilfe. Von 1937 bis 1939 beteiligte er sich an den Interbrigaden in Spanien und wurde außerdem Mitglied der Kommunistischen Partei in Spanien. Von 1939 bis 1941 erfolgte seine Internierung in Frankreich. Ab 1941 beteiligte er sich dort aktiv am Aufbau der Bewegung Freies Deutschland und war als Partisan für die Résistance tätig.
Nach dem Krieg war er Mitbegründer der KPD Meinersdorf und Organisationssekretär der KPD Zwickau. Mit der Zwangsvereinigung von SPD und KPD wurde er Mitglied der SED und war bis 1948 1. Sekretär der SED-Kreisleitung Zwickau/Sachsen. Am 15. März 1949 begann seine Tätigkeit in der Deutschen Volkspolizei (DVP), der er bis September 1961 angehörte. Im Jahre 1949 wurde Walter Breitfeld stellvertretender Leiter der Abteilung Polit-Kultur der Landesbehörde der Volkspolizei Sachsen. Im selben Jahr begann auch seine Tätigkeit als Mitarbeiter in der Politischen Verwaltung im Hauptquartier der Deutschen Volkspolizei in Ost-Berlin. 1953 wurde er dort stellvertretender Polizeipräsident und Leiter der Politischen Verwaltung im Präsidium der DVP Berlin (Ost). Von 1954 bis 1963 war er außerdem Abgeordneter der Volkskammer. Breitfeld war Mitglied der SED-Bezirksleitung Berlin. Ab Mai 1957 bekleidete er schließlich die Position des Stellvertreters des Chefs der Deutschen Grenzpolizei/Grenztruppen sowie des Leiters deren Politabteilung in Pätz. Während seiner Amtszeit kam es zu organisatorischen Veränderungen bei der Grenzpolizei, die am 15. September 1961 dem Ministerium für Nationale Verteidigung unterstellt wurde. Breitfelds Funktionen blieben hierdurch jedoch unberührt. Nach einem halben Jahr wurde er am 28. Februar 1962 pensioniert. Sein Nachfolger Oberst Heinz Seyfert erhielt die Bezeichnung Leiter der Politischen Verwaltung.

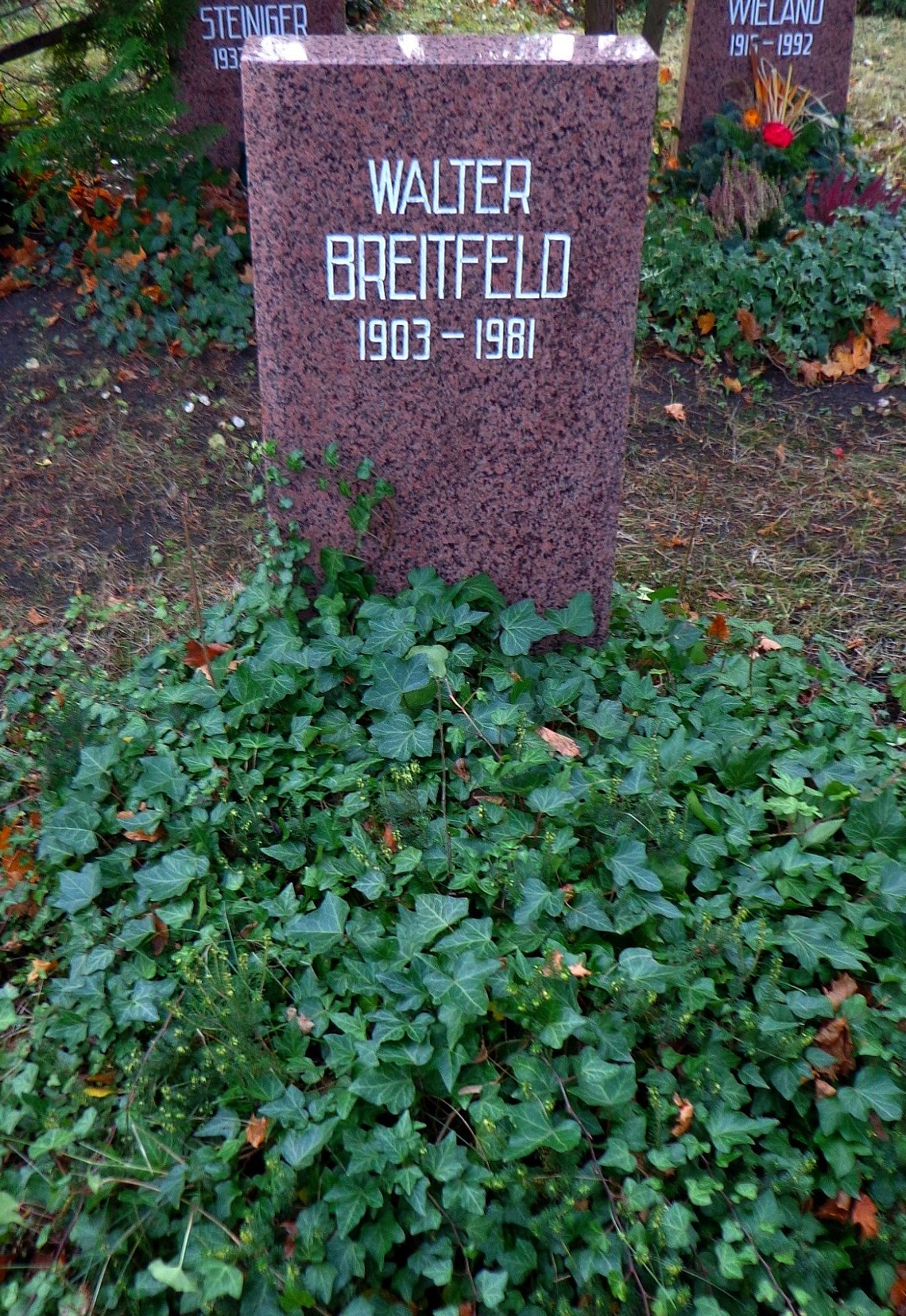
Grabstätte

Zum 10. Jahrestag der Gründung der DDR 1959 erfolgte seine Ernennung zum Generalmajor.
Breitfeld war seit 1962 Vizepräsident des Deutschen Roten Kreuzes der DDR.
Seine Urne wurde in der Grabanlage Pergolenweg des Berliner Zentralfriedhofs Friedrichsfelde beigesetzt.

## Auszeichnungen
- 1954 Vaterländischer Verdienstorden in Bronze, 1963 in Silber und 1973 in Gold
- 1968 Orden Banner der Arbeit
- 1978 Karl-Marx-Orden